# Cryptocentrus leptocephalus
Cryptocentrus leptocephalus са видове, наречени „гоби“ – малки до средни риби с перка, обикновено с големи глави и заострени тела, които се срещат в морска, бракична и сладководна среда. Традиционно повечето от видовете „гоби“, са класифицирани в подред Бодлоперки (Perciformes) като подред Gobioidei, но в 5-ото издание на „Fishes of the World“ този подред е издигнат до ред Gobiiformes в кладата Percomorpha.

## Местообитание
Cryptocentrus leptocephalus произхождат от западната част на Тихия океан. Живее във водите между Индонезия, Австралия и Нова Каледония. Съвсем наскоро е забелязан и в Тонга.
Срещат се върху тинести субстрати в крайбрежни рифове, лагуни, мангрови блата и приливни басейни.

## Описание
Достигат до 12 см дължина. Гръбната перка има 6 – 7 шипа. Тялото е светло с тъмни петна.

## Приложение
Използва се като аквариумна риба.